# Hospital Povisa

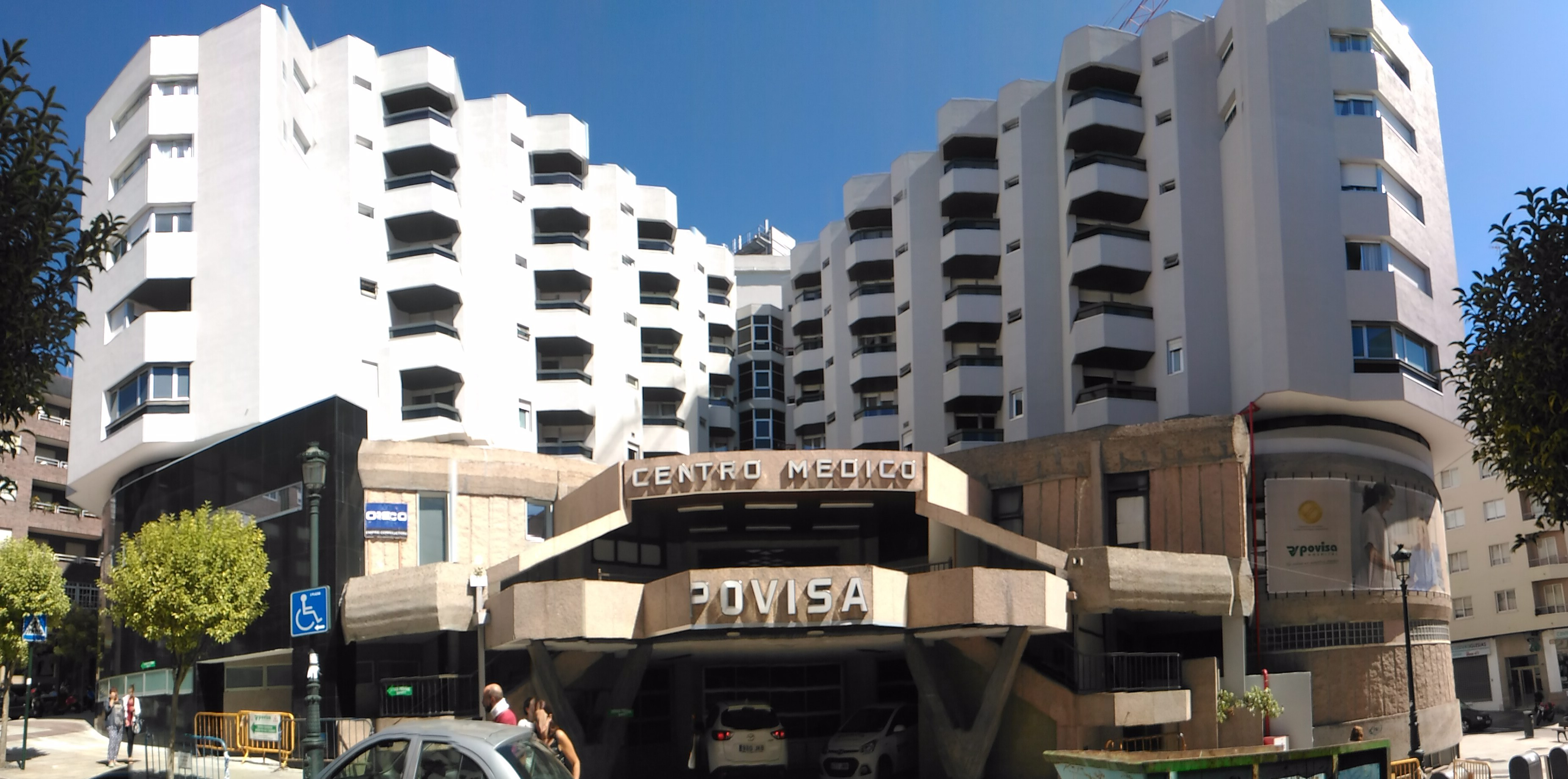
Hospital Povisa por la parte delantera.

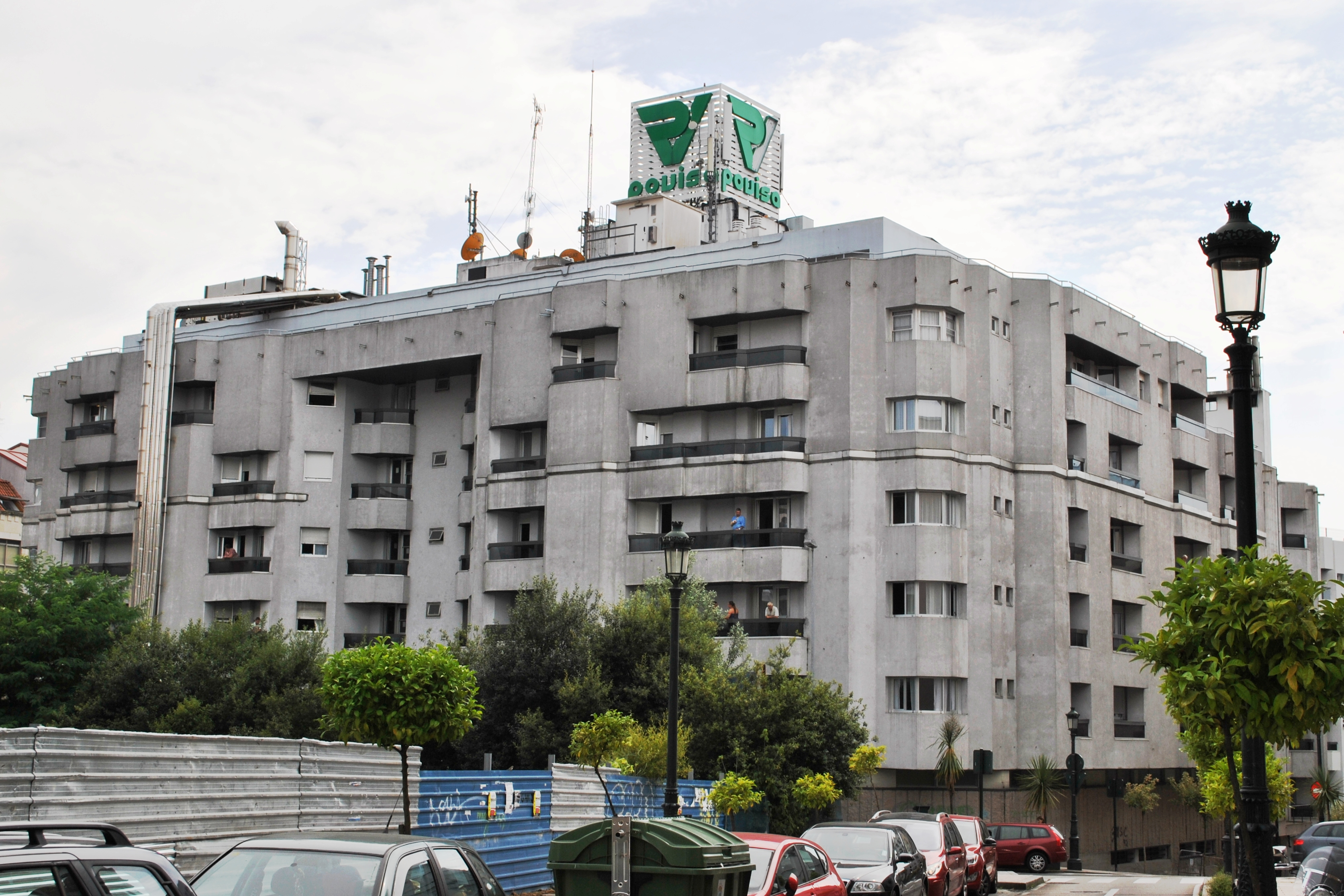
Hospital Povisa por la parte trasera.

La clínica Hospital Povisa (acrónimo de Policlínico de Vigo) es un centro médico concertado con el Servicio Gallego de Salud en el centro urbano de la ciudad de Vigo. Atiende a pacientes del sur de la provincia de Pontevedra. Como centro privado que es, no pertenece al Complejo Hospitalario Universitario de Vigo, sino que es propiedad de Ribera Salud, grupo empresarial especializado en la gestión de proyectos sanitarios, El centro está certificado con la Joint Commission Internacional, siendo el primero de Galicia y el más grande de España en obtener dicha certificación.
Con todo, alberga también un área de docencia para la Escuela Universitaria de Enfermería de la Universidad de Vigo. Está equipado, junto con el Centro Oncológico de Galicia de La Coruña (fundación sin ánimo de lucro también concertado con el Servicio Gallego de Salud), el Hospital Clínico Universitario de Santiago y el Hospital Lucus Augusti de Lugo (ambos de la red pública), de dotación radioterápica.
El centro hospitalario tiene una superficie de 40 000 m², aunque añadiendo la suma de sus estructuras periféricas alcanza un total de 45 000 m² destinados a usos sanitarios. Atiende a una población aproximada de 137 000 personas, cuenta con 479 camas (con posibilidad de ampliación hasta las 609, más 53 de UCI) y dispone de 14 quirófanos. 
El hospital está bien instalado en la memoria colectiva de los vigueses: estuvo en los comienzos de profesionales como Jesús Vázquez Almuíña o Emilio Rolán, así como en los últimos momentos de personalidades de la vida viguesa, entre ellos el conocido futbolista vigués Joaquín Fernández Santomé "Quinocho" o el arquitecto Xosé Henrique Rodríguez Peña.

## Premios y reconocimientos
- Medalla de Oro de Vigo en 2024.[5]